# La Pineda
La Pineda är en ort i Spanien.   Den ligger i provinsen Província de Barcelona och regionen Katalonien, i den östra delen av landet, 400 km öster om huvudstaden Madrid. Antalet invånare är 17 305.
Terrängen runt La Pineda är platt. Havet är nära La Pineda åt sydost.  Närmaste större samhälle är Tarragonès, 7,0 km nordost om La Pineda. 